# Laurence Bibot

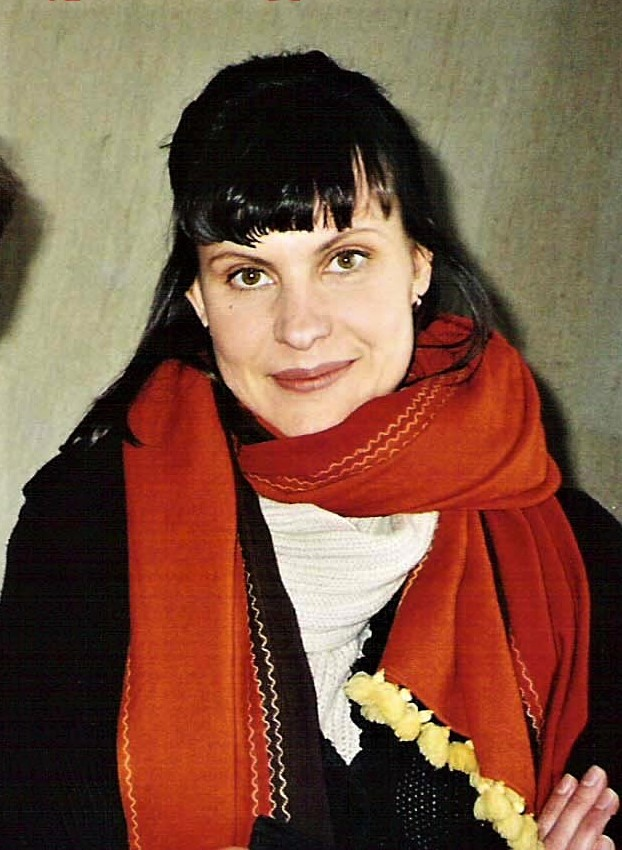
Bibot in 2004

Laurence Bibot (Brussel, 1968) is een Belgische actrice, stand-up-comédienne. 

## Biografie
In 1989 kwam ze met Belgische Improvisatie Liga op het podium. In 1990 deed ze haar eerste solo voorstelling. Vanaf 1999 trad ze als duo met haar man Serge Van Laeken, (Marka), als À Nous Deux. Na wat andere werk ging ze opnieuw met Marka samenwerken als het duo Monsieur et Madame en brachten een soort electro-pop-rock. 
Bibot is samen met de zanger Marka en heeft twee kinderen namelijk Roméo Elvis en Angèle Van Laeken.

## Shows

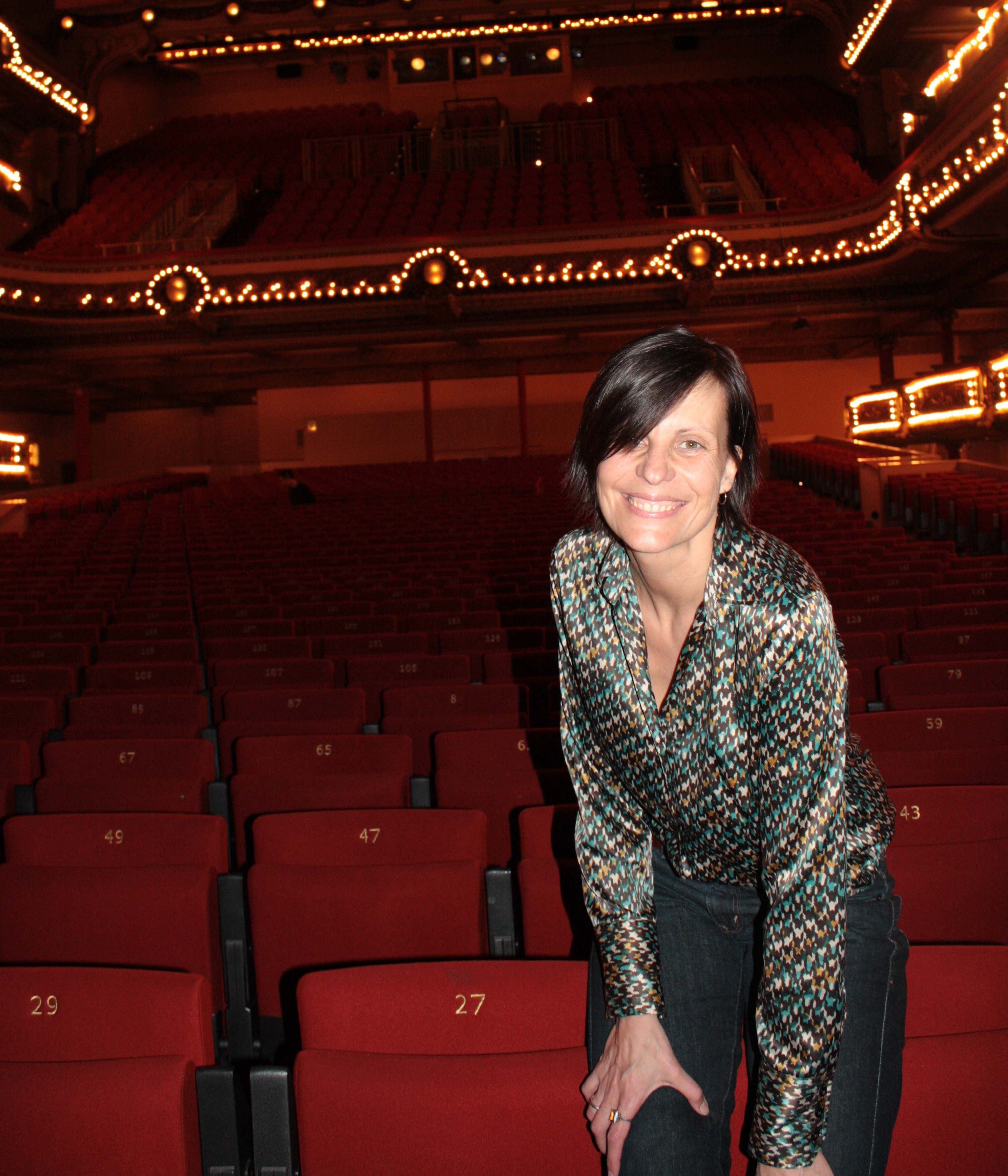
Bibot in 2011

- La Velue (1990), geschreven met Mireille Verboomen
- Bravo Martine ! (1995), geschreven met Nathalie Uffner
- Miss B (1998), geschreven met Nathalie Uffner
- Laurence Micro (2003), geschreven met Marie-Paule Kumps, Marc Moulin, Juan d'Oultremont en Sébastien Ministru
- Capitaine Chantal (2007)
- Sœurs Emmanuelle (2011), geschreven met Nathalie Uffner
- Bibot Distinguée (2018)

## Filmografie[2]
- Les Snuls (), humoristisch programma op Canal+
- Koko Flanel (1990), film van Stijn Coninx
- Camping Cosmos (1995), film van Jan Bucquoy
- Ma vie en rose (1996), film van Alain Berliner
- Combat de fauves(1997), film van Benoît Lamy
- Prison à domicile (1997), film van Christophe Jacrot
- Le Mur (1998), film van Alain Berliner
- Les Princesses (2004), film van Alessandro Gazzara
- Comme tout le monde (2005), film van Pierre-Paul Renders
- Septième Ciel Belgique (2006-2007), televesiereeks
- J'aurais voulu être un danseur (2007) film van Alain Berliner
- Dehors cadre (2009)
- Si j'étais japonais (2010) docu met Marka
- Je suis supporter du Standard (2013, film van Riton Liebman
- Rattrapage (2017), film van Tristan Séguéla
- Funcorp' (2017), humoristische televisieserie